# Haus Loburg

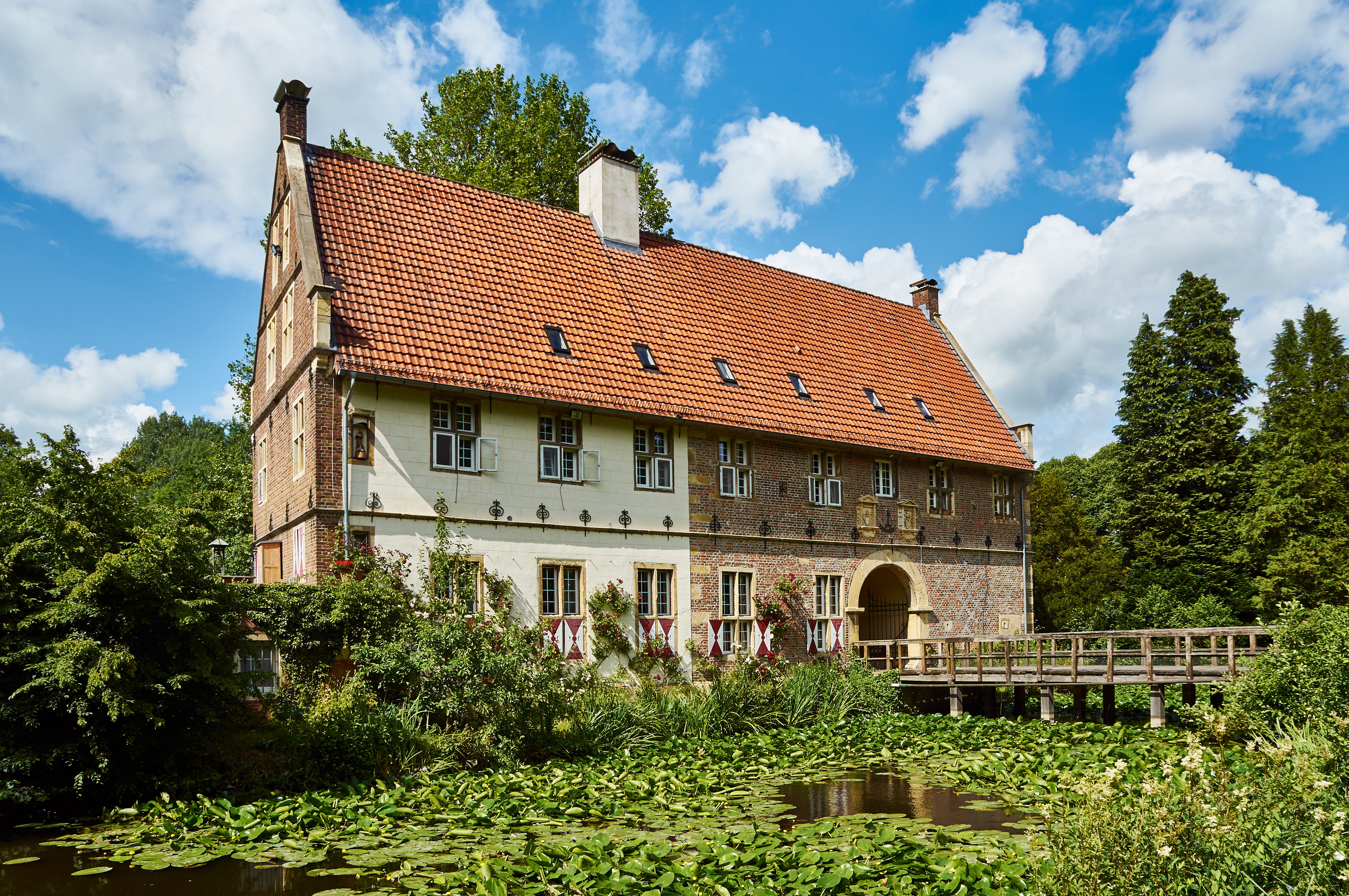
Südwestansicht des Hauses Loburg

Haus Loburg (früher die Loburg) ist ein Herrenhaus aus dem 16. Jahrhundert in der Bauerschaft Sirksfeld bei Coesfeld in Nordrhein-Westfalen. Es ist ein alter, von  einer Gräfte umgebener Adelssitz, dessen Wurzeln in die Zeiten Karls des Großen zurückreichen sollen. 1550 bis 1560 wurde das Anwesen von der westfälischen Adelsfamilie von Graes erbaut und blieb mehr als drei Jahrhunderte im Familienbesitz.

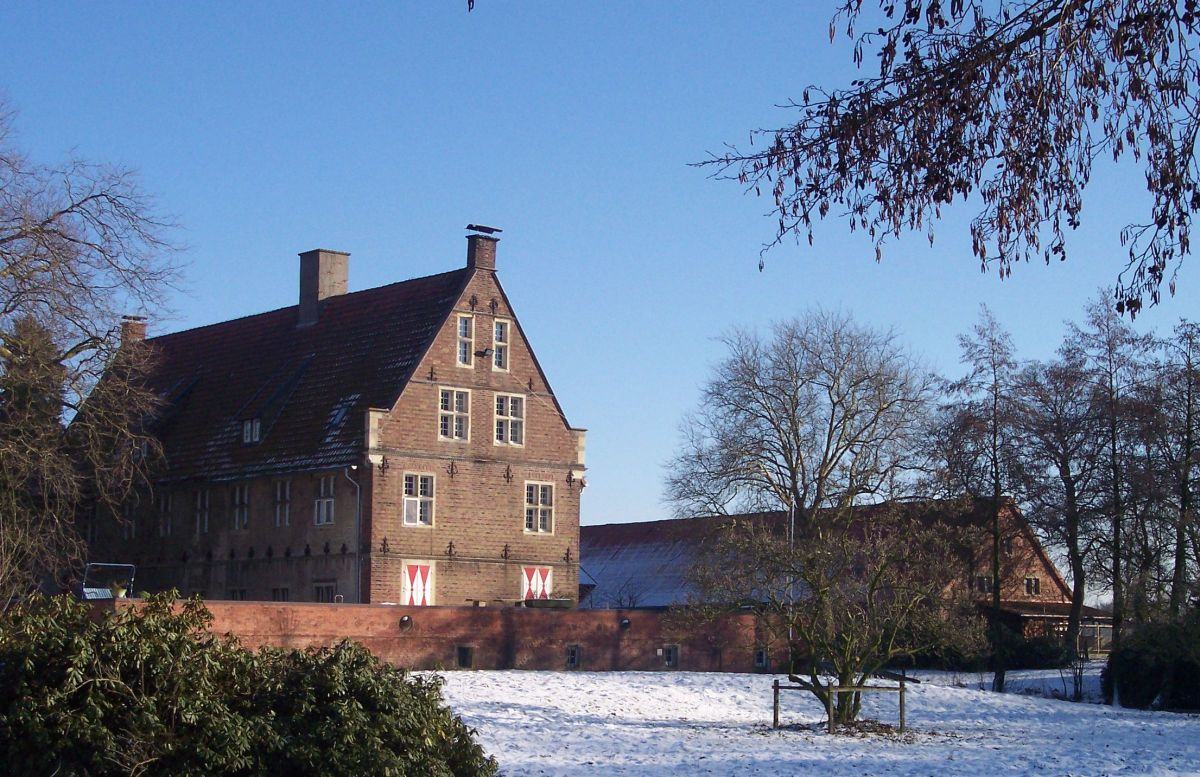
Nordwest-Ansicht des Hauses

Erst 1912 kaufte Fürst Alfred vom Adelsgeschlecht Salm-Salm von Schloss Anholt Haus Loburg für seinen Sohn Franz Emanuel Konstantin Prinz zu Salm und Salm-Salm(1876–1965) und dessen Frau  Maria Anna von und zu Dalberg (1891–1979), deren Nachkommen bis heute auf der Loburg wohnen.
Am 10. März 1945 wurde die Anlage Ziel eines Bombenangriffs, bei dem das seit Januar 1945 als Ausweichkrankenhaus des St-Vincenz-Hospitals genutzte Haus schwer getroffen wurde. Insgesamt starben bei dem Angriff 7 Menschen, darunter die Kinder Walter Ricker und Thekla Kösters, sowie 5 Patienten. Vom Herrenhaus der Loburg blieb nur der Keller des völlig zerstörten Westflügels erhalten. Das Dach des Kellergewölbes wird heute als Terrasse genutzt. Neben dem Keller war die Kapelle der Loburg der einzige vollkommen unversehrte Teil des Herrenhauses nach der Bombardierung. In den Jahren 1946 bis 1949 wurde der Torflügel als zweigeschossiger Backsteinbau mit Werksteingliederung und Staffelgiebel im Stil der Renaissance wieder aufgebaut.
Das scheinbar immer noch wehrhafte Anwesen ist von landwirtschaftlich genutzten Gebäuden umgeben. Heute umfasst die Loburg etwa 80 Hektar Felder und Wiesen die zum Gemüse- und Getreideanbau wie auch zur Viehhaltung genutzt werden.

## Loburger Vielerlei

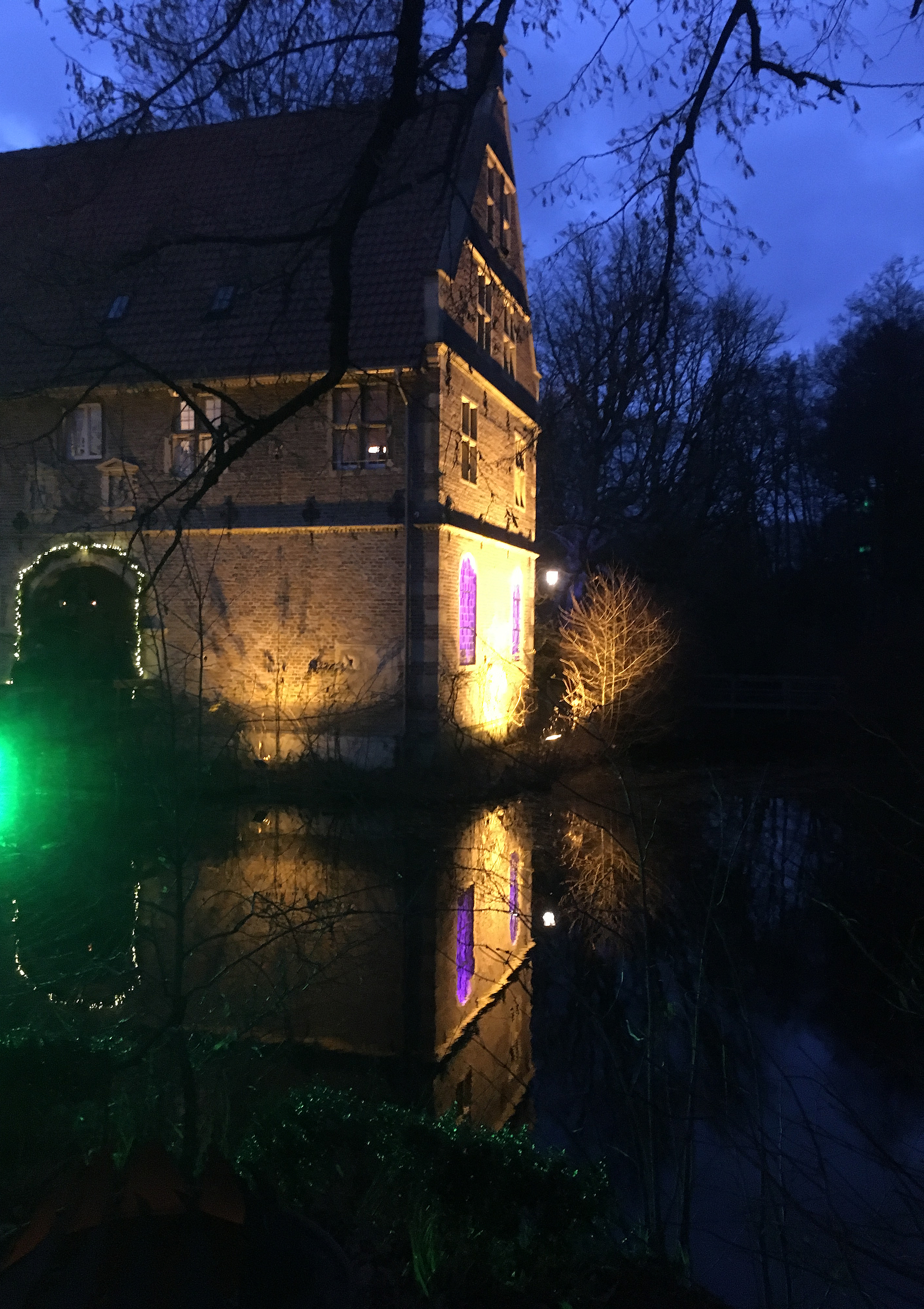
Haus Loburg beim jährlich stattfindenden „Vielerlei“

Jährlich, am dritten Adventssonntag, findet an der Loburg das sogenannte „Vielerlei“ statt. Dann können dort, neben Glühwein und Waffeln, z. B. Kunstobjekte aus Kupfer, Filz und Holz, sowie Schmuck, hofeigenes Gemüse, Weine und Wilderzeugnisse erworben werden. Es ist das einzige Event zu welchem die Loburg jährlich der Öffentlichkeit geöffnet wird.